# 聖瑙姆峰
62°41′37.8″S 60°06′19″W / 62.693833°S 60.10528°W

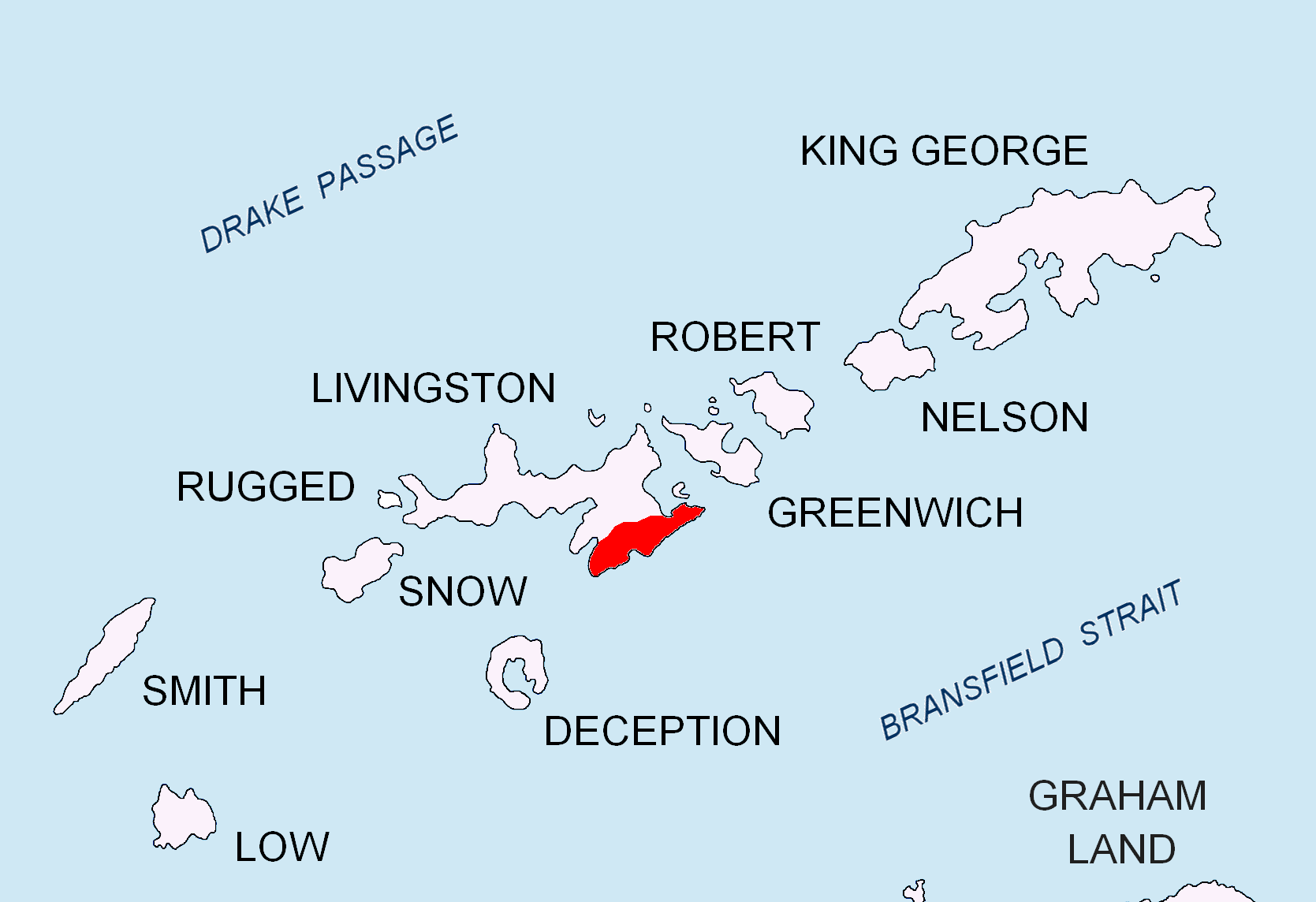

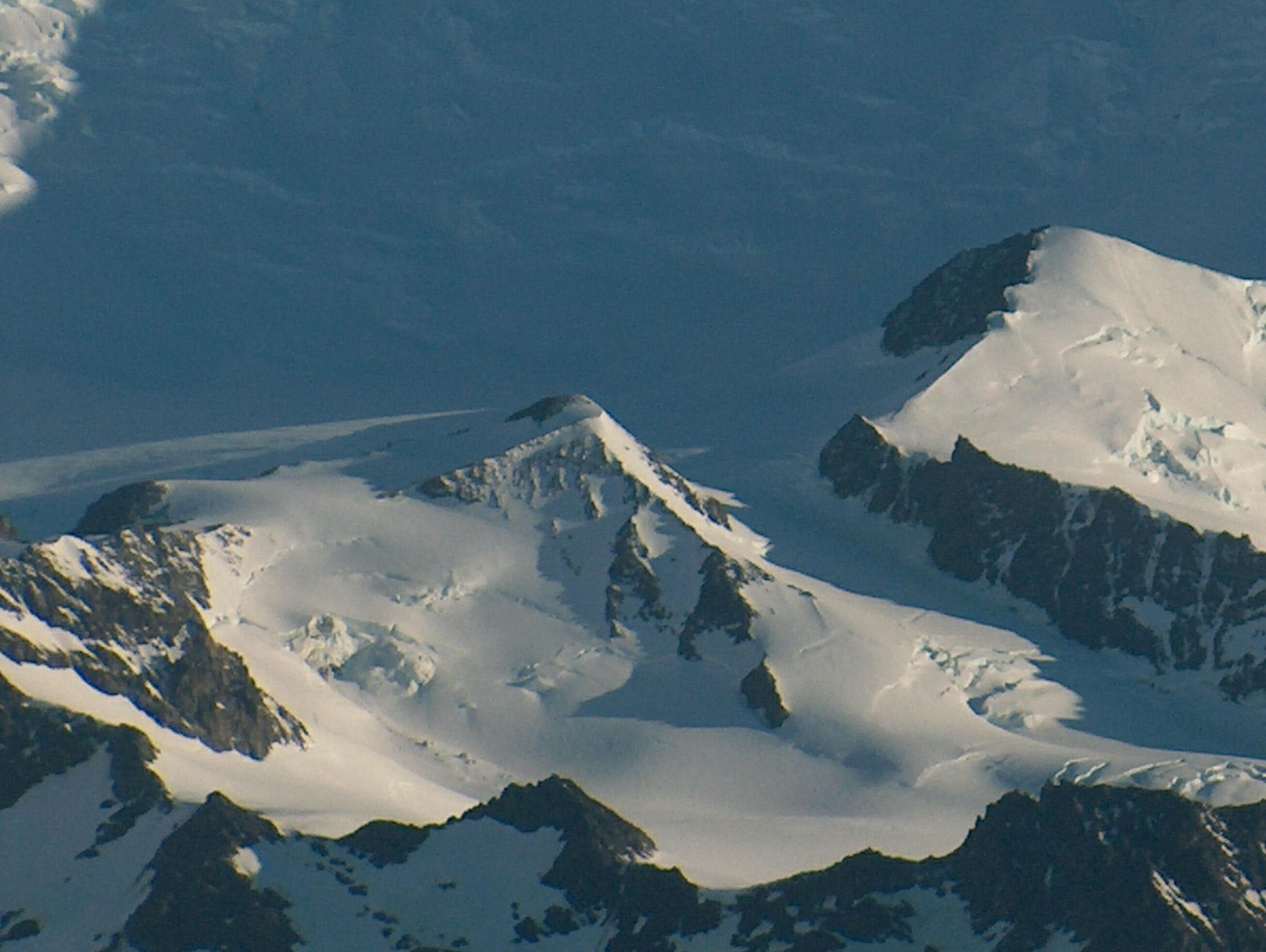

聖瑙姆峰是南極洲的山峰，位於南設得蘭群島的利文斯頓島，屬於騰格里山脈中佩舍夫嶺的一部分，海拔高度560米，處於佩舍夫嶺東北面1.2公里、錫利斯特拉海穹西南面0.79公里和列夫斯基峰以南3.46公里。

## 外部連結
- St. Naum Peak. （页面存档备份，存于） SCAR Composite Gazetteer of Antarctica.